# Heinrich I. (Plauen)
Heinrich I. (* vor 1238; † nach 7. März 1303) war Vogt von Plauen.

## Eltern
Im Jahr 1238 trennten sich Heinrich (IV.) der Mittlere, Vogt von Weida, der seit 1237 den Titel Vogt von Gera und Plauen trug, und seine Gemahlin Jutta von Straßberg. Heinrich der Mittlere trat in den Deutschen Orden ein, verstarb nach dem 7. Februar 1249 und wurde im Kloster Cronschwitz bestattet. Jutta von Straßberg hatte nach der Trennung das Kloster Cronschwitz gegründet, wurde Priorin und verstarb dort nach dem 1. Mai 1268.

## Das Erbe
Das Erbe traten die beiden älteren Söhne an, die am 16. Dezember 1238 erstmals urkundlich erwähnt werden. Heinrich der Alte, später als der Ältere bezeichnet, erbte die Vogtei Plauen mit Auerbach und Pausa und wurde der Begründer der Linie der Vögte von Plauen. Sein jüngerer Bruder erbte die Vogtei Gera und die Pflege Reichenfels und wurde der Begründer der Linie der Vögte von Gera.
Sitz der Vögte von Plauen war seit Anfang des 13. Jahrhunderts ihr eigenes Schloss, dessen Reste sich im heutigen Hradschin befinden, während der Vertreter des Grafen von Everstein, des Landesherren, im Gau Dobena oder Dobnagau, im Schloss neben der 1122 geweihten Pfarrkirche saß. Reste dieses Schlosses finden wir im heutigen Malzhaus.
Als um 1240 ihr Onkel Heinrich (V.) der Jüngere, Vogt von Greiz, kinderlos starb, wurde dessen Gebiet aufgeteilt. Heinrich I. der Ältere, Vogt von Plauen, erhielt Greiz mit Reichenbach und Werdau. Mühltroff und Tanna fielen an Heinrich (I.) den Jüngeren, Vogt von Gera.

## Landesteilung 1244

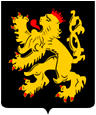
Wappen der Vögte von Weida

Bei der um 1244 erfolgten Landesteilung des Gebietes der Vögte entstanden endgültig die drei Vogteien Weida, Gera und Plauen.
In einer Urkunde aus diesem Jahr, bei der es um einen Gütertausch mit dem Deutschen Orden ging, sprach Heinrich der Ältere von „civitas mea“ (meiner Bürgerschaft) und dass er Plauen vergrößern wolle. Offensichtlich in diesem Zusammenhang benutzte Heinrich als erster der Vögte ein richtiges Siegel mit einem Löwen, wie der Pfalzgraf bei Rhein.
Das Banner Heinrichs, ebenfalls wie das des Pfalzgrafen, war in den Reichsfarben schwarz und gold gehalten und mit einem nach rechts aufsteigenden Löwen versehen, dessen Zunge rot ausgeschlagen war und dessen Waffen (Krallen) ebenfalls rot waren. Außerdem trug der Löwe eine rote Krone.
Am 1. September 1254 schloss Markgraf Heinrich der Erlauchte in Grimma mit allen Vögten ein Schutz- und Trutzbündnis ab. Offenbar hatte er zu diesem Zeitpunkt größere Pläne im Reich, war doch sein Sohn Albrecht mit einer Schwester des gerade verstorbenen Königs Konrad IV. und Tochter des 1250 verstorbenen Kaisers Friedrich II. verheiratet.
In erster Ehe war Heinrich I. mit einer Adelheid von Lobdaburg zu Leuchtenburg (urkundlich 1253) und in zweiter Ehe mit einer Gräfin von Everstein verheiratet. Aus dieser Ehe stammen offensichtlich die beiden Söhne Heinrich II., Vogt von Plauen, genannt der Böhme (urkundlich 1275 bis 23. April 1302) und Heinrich Ruthenus (urkundlich 29. März 1276 bis 4. November 1292).

## Vom Vogt zum Landesherrn
Am 25. Mai 1278 kam der bisherige Landesherr, der niedersächsische Graf Konrad IV. von Everstein persönlich nach Plauen und überschrieb seinem Schwager Heinrich I. die Stadt Plauen und den Gau Dobena. Heinrich verblieb aber offensichtlich in einem losen Lehnsverband zum Grafen von Everstein. Wahrscheinlich ließ er ab dieser Zeit eigene Münzen prägen.
Als Graf Rudolf von Habsburg 1273 deutscher König wurde, zog er das 1265 von König Ottokar II. von Böhmen eingenommene Egerland wieder zu Gunsten des Reiches ein. 1281 erhielt Heinrich I. die Märkte Asch im Egerland und Selb vom Reich als Pfandbesitz. 1288 überließ ihm dann König Rudolf durch den Tod Alberts von Neipperg erledigte Lehen im Egerland. Von den Weidaer Vögten erwarb Heinrich Ronneburg und Schmölln.
Am 6. Mai 1290 waren die Vögte von Plauen bei dem durch König Rudolf vermittelten Landfrieden zwischen dem wettinischen Landgrafen Albrecht von Thüringen und seinem Neffen Friedrich Tuta in Erfurt anwesend. Ende des Jahres 1290 löste Rudolf das Pleißner Land von den Wettinern ein und ernannte Heinrich I. zum Reichs- und Landrichter im Pleißner Land.
Auf Grund der guten Beziehungen zu den wettinischen Brüdern Friedrich dem Freidigen und Diezmann bestellten ihn beide im April 1293 zum Obmann, um ihren Streit zu schlichten.
In den Auseinandersetzungen zwischen König Adolf von Nassau und den Wettinern hatten sich die Vögte auf die Seite des Königs geschlagen. Hier kam es am 15. Dezember 1294 im königlichen Heerlager bei Borna zwischen den Vögten und Pfalzgraf Rudolf bei Rhein und Herzog in Bayern zum Streit um das Banner. Offensichtlich unter Vermittlung des Königs belehnte der Pfalzgraf Heinrich I. und seinen Sohn (hier kann nur Heinrich der Böhme gemeint sein) sowie die beiden anderen Vogtlinien (Weida und Gera) mit seinem Banner, da Heinrich dieses schon lange so benutzte. Heinrich I., der immer wieder bei den königlichen Truppen zu finden war, erhielt beim Aufenthalt des Königs im wettinischen Freiberg am 20. März 1296 die Burg Hirschberg (Saale) von diesem als Pfand.
In der Zwischenzeit war Heinrichs zweite Gemahlin verstorben und er hatte in dritter Ehe Kunigunde, Gräfin von Lützelstein geehelicht. Sie wird urkundlich bis 18. Januar 1300 erwähnt und muss kurz vor dem 23. April 1302 verstorben sein. An diesem 23. April unterschrieb Heinrich I., sein Sohn Heinrich II., der Böhme und sein Enkel Heinrich III. eine Urkunde.
Kurz danach muss auch Heinrich II. verstorben sein, denn in der Urkunde vom 24. August 1302, in der dem Kloster Cronschwitz der Kauf von Gütern im Dorf Daßlitz nördlich von Greiz bestätigt wird, urkunden nur noch Heinrich I. und seine beiden Enkel Heinrich III., genannt von Seeberg, wegen seiner Gemahlin Margarethe von Seeberg, von der nur ihr Sterbedatum 20. Februar 1332 bekannt ist, und Heinrich II. Reuß.
Die letzte urkundliche Erwähnung Heinrich I. liegt vom 7. März 1303 vor, kurz danach muss er gestorben sein.